# Ескондідо
Ескондідо (англ. Escondido) — місто (англ. city) в США, в окрузі Сан-Дієго штату Каліфорнія. Розташоване за 30 миль (48 км) на північний схід від міста Сан-Дієго. Місто займає неглибоку долину, оточену скелястими пагорбами. Зареєстровано в 1888 році, воно є одним з найстаріших міст в окрузі. Населення — 151 038 осіб (2020).

## Географія
Ескондідо розташоване за координатами 33°8′1″ пн. ш. 117°4′24″ зх. д. / 33.13361° пн. ш. 117.07333° зх. д. (33.133648, -117.073223).  За даними Бюро перепису населення США в 2010 році місто мало площу 95,80 км², з яких 95,34 км² — суходіл та 0,46 км² — водойми.

### Клімат
Ескондідо зазвичай має типовий середземноморський клімат з теплим літом і прохолодною вологою зимою. Завдяки своєї внутрішньой близькості він значно тепліше, ніж прибережні міста, як Сан-Дієго, Карлсбад або Морське узбережжя в літній час, але холодніше взимку. Річна сума опадів у середньому становить близько 15 дюймів (380 мм) і може значно відрізнятися від року в рік. Кількість опадів налічує вище в горах на півночі і сході, з 20-24 дюймів падіння в більшості областей вище висоти 2000 футів, і більше 30 дюймів на горі Паломар, в 15 милях на схід. Більше 80% всіх опадів випадає з листопада по березень. Сніг практично нічого не чути, хоча іноді взимку і навесні грози випаде невеликий град. Клімат досить м'який, щоб забезпечити широке культивування авокадо і апельсинів. Ескондідо розташований в зоні морозостійкості рослин 9. Сама спекотна температура, записаної в Ескондідо була 112º 22 липня 2006 року.
| Клімат : Ескондідо      | Клімат : Ескондідо | Клімат : Ескондідо | Клімат : Ескондідо | Клімат : Ескондідо | Клімат : Ескондідо | Клімат : Ескондідо | Клімат : Ескондідо | Клімат : Ескондідо | Клімат : Ескондідо | Клімат : Ескондідо | Клімат : Ескондідо | Клімат : Ескондідо | Клімат : Ескондідо |
| Показник                | Січ.               | Лют.               | Бер.               | Квіт.              | Трав.              | Черв.              | Лип.               | Серп.              | Вер.               | Жовт.              | Лист.              | Груд.              | Рік                |
| Абсолютний максимум, °C | 32,8               | 34,4               | 36,7               | 39,4               | 40,0               | 40,6               | 43,3               | 42,8               | 43,9               | 41,1               | 36,7               | 33,3               | 43,9               |
| Середній максимум, °C   | 20,4               | 20,6               | 21,7               | 23,8               | 25,4               | 27,8               | 30,8               | 31,7               | 30,3               | 27,0               | 23,4               | 20,2               | 25,3               |
| Середній мінімум, °C    | 6,2                | 7,0                | 8,4                | 10,3               | 12,7               | 14,7               | 16,9               | 17,4               | 16,4               | 13,0               | 8,7                | 5,5                | 11,4               |
| Абсолютний мінімум, °C  | −5,6               | −3,3               | −3,3               | −1,7               | 1,7                | 3,3                | 5,0                | 2,2                | 3,3                | 0,0                | −3,3               | −4,4               | −5,6               |
| Норма опадів, мм        | 77                 | 87                 | 67                 | 29                 | 6                  | 3                  | 2                  | 2                  | 5                  | 18                 | 30                 | 54                 | 380                |
| ----------------------- | ------------------ | ------------------ | ------------------ | ------------------ | ------------------ | ------------------ | ------------------ | ------------------ | ------------------ | ------------------ | ------------------ | ------------------ | ------------------ |
| Джерело: NOAA           |                    |                    |                    |                    |                    |                    |                    |                    |                    |                    |                    |                    |                    |

## Демографія
Згідно з переписом 2010 року, у місті мешкало 143 911 особа в 45 484 домогосподарствах у складі 32 732 родин. Густота населення становила 1502 особи/км².  Було 48044 помешкання (502/км²).
Расовий склад населення:
| - 60,4 % — білих - 6,1 % — азіатів - 2,5 % — чорних або афроамериканців - 1,0 % — корінних американців - 0,2 % — вихідців з тихоокеанських островів - 25,4 % — осіб інших рас |

До двох чи більше рас належало 4,4 %. Частка іспаномовних становила 48,9 % від усіх жителів.
За віковим діапазоном населення розподілялося таким чином: 27,6 % — особи молодші 18 років, 61,9 % — особи у віці 18—64 років, 10,5 % — особи у віці 65 років та старші. Медіана віку мешканця становила 32,5 року. На 100 осіб жіночої статі у місті припадало 98,2 чоловіків;  на 100 жінок у віці від 18 років та старших — 96,1 чоловіків також старших 18 років.
Середній дохід на одне домашнє господарство  становив 69 279 доларів США (медіана — 50 899), а середній дохід на одну сім'ю — 75 005 доларів (медіана — 55 825). Медіана доходів становила 38 228 доларів для чоловіків та 35 423 долари для жінок. За межею бідності перебувало 18,7 % осіб, у тому числі 24,5 % дітей у віці до 18 років та 10,9 % осіб у віці 65 років та старших.
Цивільне працевлаштоване населення становило 66 225 осіб. Основні галузі зайнятості: освіта, охорона здоров'я та соціальна допомога — 18,3 %, науковці, спеціалісти, менеджери — 14,8 %, роздрібна торгівля — 11,9 %, мистецтво, розваги та відпочинок — 11,8 %.